# チャールズ・ハチェット

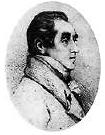
チャールズ・ハチェット

チャールズ・ハチェット（Charles Hatchett、1765年1月2日 - 1847年3月10日）はニオブを発見したイギリスの化学者である。1797年に王立協会のフェローに選出され、1798年にコプリ・メダルを受賞した。

## 略歴
ロンドンウェストミンスターのロング・エーカー (Long Acre) 出身。
ニオブの発見はハチェットが大英博物館で働いていた時、博物館のコレクションである新大陸の鉱物コロンバイト（columbite）を分析して、新しい元素が含まれていることを発見し、コロンビウムと命名し王立協会で1801年11月26日に発表した。ニオブは1846年に、ハインリヒ・ローゼとジャン・マリニャックによって再発見され、発見者や元素名に冠するの論争の末、1949年、IUPACにより名称がニオブに統合された。
ハチェットはその後、化学の研究をやめ、家業の馬車製造業の経営に専念した。ロンドンのチェルシーで死去。
イギリス金属学会は1979年からニオブやその合金に関する最も優れた論文に対して贈る、チャールズ・ハチェット賞を設けた。